# هارون هيب
هارون هيب (بالإنجليزية: Aaron Heap)‏ هو لاعب كرة قدم بريطاني في مركز الوسط، ولد في 14 مايو 2001 في Bletchingdon ‏ في المملكة المتحدة. لعب مع أكسفورد يونايتد.